# Blaster Master Jr.
Blaster Master Jr. (також відома як Blaster Master Boy у Північній Америці та Bomber King: Scenario 2 (яп. ボンバーキング　シナリオ2) в Японії) — відеогра в жанрі бойовика 1991 року, розроблена Sunsoft Osaka і випущена Sunsoft для Game Boy.

## Ігровий процес
Гравці керують Джейсоном, протагоністом Blaster Master, без його машини Софії. Гравці мають різні здібності, в тому числі можуть змусити Джейсона стріляти з пістолета і встановлювати бомби, які можна використовувати для пошкодження ворогів і навколишнього середовища. Гравці зустрічатимуть бонуси, які дозволять Джейсону долати перешкоди та ставати сильнішим, а також тричі перевтілюватися, отримуючи нові обладунки й змінюючи свій зовнішній вигляд на різні бойові обладунки. Гравці також можуть покращувати свою зброю за допомогою інших бонусів. На кожному етапі є вихід, для якого потрібен ключ, і бос, який ховається за цим виходом.

## Розробка
Це продовження Robowarrior, спінофу серії Bomberman від Hudson Soft. Однак на західних територіях гра продавалася як гра серії Blaster Master від Sunsoft. За винятком зміни назви, гра однакова у всіх регіонах.

## Огляди
Hardcore Gaming 101 вважали, що гра була гідною для назви Game Boy, але вони не будуть перегравати її через те, що вона нічим не примітна. Вони припустили, що зміна назви пов'язана зі схожістю між верхніми етапами Blaster Master і цими.